# Anton Kolb (Biologe)
Anton Kolb (* 5. November 1915 in Erasbach; † 20. April 1998 in Erlangen) war ein deutscher Biologe.

## Leben
Von 1940 bis 1944 studierte er Naturwissenschaften an der Universität Erlangen. Nach der Promotion zum Dr. rer. nat. 1945 in Erlangen und der Habilitation für das Fach Zoologie war er von 1954 bis 1984 Professor für Biologie in Bamberg. Von 1951 bis 1984 leitete er das Bamberger Naturkunde-Museum. 1984 erhielt er das Bundesverdienstkreuz am Bande.

## Schriften (Auswahl)
- Beiträge zur Biologie heimischer Fledermäuse. 1945, OCLC 71891487.
- Die Verunreinigung des Regnitzflußsystems und allgemeine Abwasserfragen. 1954, OCLC 634870465.